# Alma, Wisconsin
Alma är administrativ huvudort i Buffalo County i delstaten Wisconsin i USA. Enligt 2010 års folkräkning hade Alma 781 invånare.